# 수업료 (영화)
《수업료》는 최인규, 방한준 감독의 1940년 흑백영화다.
일제 말기 경일소학생 신문사(京日小學生新聞社)에서 모집한 소년 수기에서 당선된 우수영(禹壽榮)이라는 소학교 4학년생의 글을 소재로, 일종의 나라타주(narrative)형식으로 영화화한 작품이었는데, 감독 최인규는, 당시 남들은 손도 못댔던 평범한 소재를 통해서, '소년의 순진무구한 눈동자에 비쳐진 현실'을 담담하게, 그러나 비판적으로 묘사하여, 예술적으로나 흥행적으로나 성공을 거두었다.
2014년 6월 한국영상자료원에서 중국전영자료원에 있던, 결권 없는 35mm 프린트를 입수했다. 한국어 대사에는 일본어 세로 자막이 붙어 있었다.

## 줄거리
주인공 우영달(禹榮達)은 집안이 몹시 가난하여 학급에서 늘 수업료를 못내는 마지막 학생으로 남게 된다. 영달의 아버지와 어머니는 놋수저를 파는 행상으로 몇 달이 되도록 편지 한장이 없었다. 넝마주이를 하던 할머니마저 몸져 눕고 말았다. 이러한 가난 속에서 영달은 때론 밥을 얻으러 다녀야 했고, 부자집 아이들에게 글을 가르쳐 주고 밥과 반찬을 얻기도 했다. 그 후 평택에 있는 고모집에 학비를 조달하러 60리길을 내려갔다가 올라와 보니, 담임 선생님이 조용히 부르신다. "학교 동무들이 너를 위해서 급우회를 열었더구나. 그래서는 우정함(友情函)이라는 것을 만들었지. 급우들이 이제부턴 푼돈을 여기다 넣어서 너의 수업료로 쓰게 한다는 거야……" 이 말을 듣고, 영달은 뭐라 대답을 해야 할지 모를 만큼 감격하게 되었는데, 며칠 후에는 소식이 끊어졌던 아버지와 어머니가 돈 2원을 가지고 곧 귀가한다는 소식이 전해졌다. 이제 영달의 고민인 수업료 문제는 해결된 셈이다.

## 출연
- 복혜숙
- 김신재
- 전택이
- 문예봉

## 촬영장소
수원화성 주변, 매향심상소학교(현재 매향중학교, 매향여자정보고등학교)